# Élections législatives syriennes de 2024
Les élections législatives syriennes de 2024 ont lieu le 15 juillet 2024 afin de renouveler l'intégralité de l'Assemblée du peuple de la Syrie.
Tous les partis politiques autorisés sont membres du Front national progressiste et subordonnés à l'autorité du parti Baas du président Bachar el-Assad. A la tête d'un régime dictatorial, ce dernier conserve la mainmise sur le parlement à l'issue d'un scrutin dépourvu de caractère démocratique.

## Contexte

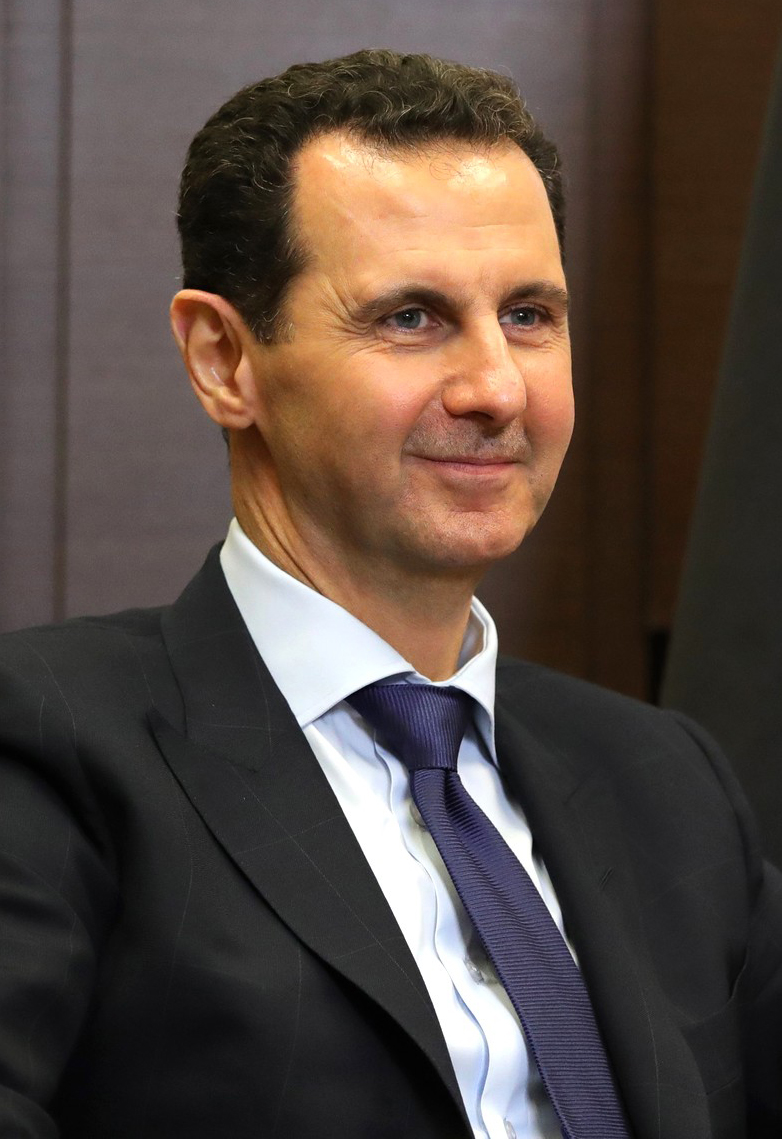
Bachar el-Assad

Comme lors des précédentes élections quatre ans plus tôt, le scrutin intervient dans le sillage de la guerre civile ayant éclaté en 2011, bien que cette dernière soit gelée depuis plusieurs années. Les élections de 2020 avaient vu la victoire attendue des soutiens du président Bachar el-Assad, dans le contexte d'un régime autoritaire où seuls sont autorisés à concourir les partis politiques membres du Front national progressiste, subordonné à l'autorité du parti Baas.
Si le système politique syrien reste ainsi cloisonné aux candidats du Parti Baas, une certaine compétition intervient en 2024 au sein de ce dernier. Alors que le régime s'appuie depuis ses origines sur les Alaouites, l'aide apportée au gouvernement par des milices non-alaouites au cours de la guerre civile a conduit à l'entrée de leurs dirigeants dans le cercle fermé de l'élite dirigeante. En récompense de leur aide, Bachar el-Assad les autorise ainsi à participer aux primaires du parti, officiellement pour le « revitaliser » via l'entrée de nouvelles personnalités. Pour la première fois, le président syrien ordonne à ses services de sécurité de ne pas intervenir pour filtrer les primaires, faisant de ces dernières un « baromètre » de l'influence des différentes factions de cette élite élargie. Bachar el-Assad présente également ces changements comme une ouverture envers l'opposition, notamment dans la région de Deraa, dont les forces rebelles se sont rendues aux forces gouvernementales. Le pouvoir peine cependant à convaincre les opposants de participer à un scrutin largement qualifié de non-libre et non-démocratique, dépourvu de l'espoir d'un réel changement,. La nouvelle assemblée devrait ainsi avoir pour principale tâche d'amender la Constitution de 2012 afin de permettre au président sortant de se présenter pour un mandat supplémentaire lors de l'élection présidentielle de 2028.

## Système électoral
L'Assemblée du peuple est un parlement unicaméral doté de 250 sièges pourvus pour quatre ans au scrutin de liste majoritaire dans 15 circonscriptions plurinominales. Les électeurs d'une circonscription choisissent une liste fermée de candidats qu'ils ne peuvent modifier parmi celles proposées, et celle remportant le plus de suffrages remporte l'ensemble des sièges en jeu dans la circonscription. Chaque liste est composée d'un minimum de deux tiers de candidats du Parti Baas et pour moitié d'ouvriers et de paysans, de telle sorte que le total de ces derniers soit de 127 sur le total de 250 députés élus.
En pratique, le pouvoir exerce une pré-sélection et une censure qui rend impossible tout début de pluralisme. Des comités nommés par une commission dont les membres sont eux-mêmes choisis par le président décident de la validité des candidatures des « ouvriers et paysans », tandis que les partis pouvant concourir à la moitié restante des sièges à pourvoir sont soumis à des lois draconiennes interdisant toute critique du pouvoir sous couvert d'une interdiction de « fragiliser le sentiment national », sous peine d'interdiction du parti. Les petits partis politiques autres que le Parti Baas, tous membres du Front national progressiste, lui sont ainsi tous subordonnés.

## Résultats
|                           |                             |            |       |        |               |  |  |  |  |
| Parti                     | Parti                       | Voix       | %     | Sièges | +/-           |  |  |  |  |
|                           | Front national progressiste |            |       | 185    | 8             |  |  |  |  |
|                           | Indépendants                |            |       | 65     | 8             |  |  |  |  |
|                           |                             |            |       |        |               |  |  |  |  |
| Suffrages exprimés        |                             |            |       |        |               |  |  |  |  |
| Votes blancs et invalides |                             |            |       |        |               |  |  |  |  |
| Total                     | Total                       | 7 326 844  | 100   | 250    | en stagnation |  |  |  |  |
| Abstentions               | Abstentions                 | 11 873 481 | 61,84 |        |               |  |  |  |  |
| Inscrits / participation  | Inscrits / participation    | 19 200 325 | 38,16 |        |               |  |  |  |  |

## Analyse
Le Front national progressiste mené par le parti Baas conserve sans surprise sa prédominance sur l'assemblée, en l'absence cette fois encore d'opposition. Le scrutin n'est par ailleurs organisé que sur environ 70 % du territoire du pays, le reste échappant au contrôle du gouvernement du président Bachar el-Assad, tandis que plus de cinq millions de syriens vivent encore en exil à l'étranger. S'il sort théoriquement renforcé avec une progression du nombre de sièges détenus par le parti Baas, le régime échoue de fait dans sa tentative de normalisation et de légitimisation tout en se maintenant par le biais de ses forces de sécurité, une situation qui lui vaut d'être comparé à l'Irak de Saddam Hussein,.
Il s'agit des dernières élections se déroulant sous le régime baasiste de Bachar Al-Assad, celui-ci finissant par s'effondrer 5 mois plus tard le 8 décembre 2024 à l'issue de treize ans de guerre civile.